# Llevant Meridional

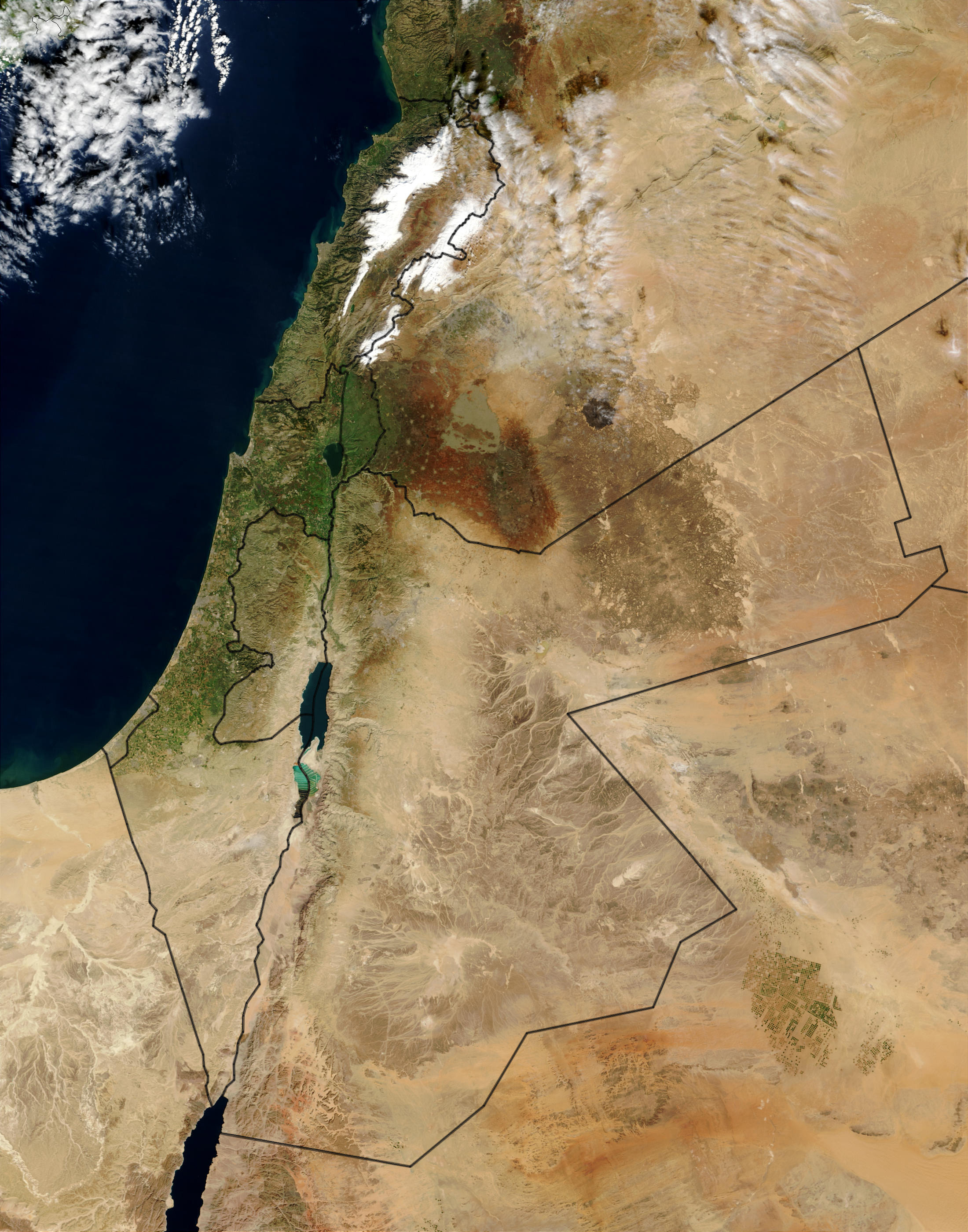
Imatge de satèl·lit del Llevant Meridional

El Llevant Meridional és una regió geogràfica que abasta la meitat meridional del Llevant. Correspon aproximadament a Israel, Palestina i Jordània; Algunes definicions també hi inclouen el sud del Líban, el sud de Síria o la península del Sinaí. Com que es tracta d'una denominació purament geogràfica, els arqueòlegs i historiadors la fan servir de vegades per evitar les connotacions polítiques i religioses d'altres noms de la regió.
Igual que gran part del sud-oest d'Àsia, el Llevant Meridional és una regió àrida que es compon majoritàriament de deserts i estepes seques, amb una franja estreta de clima temperat més humit a la costa mediterrània. La forma de relleu més important és la vall del rift del Jordà, una secció de la Gran Vall del Rift que parteix la regió en dos de nord a sud i conté el Mar de Galilea, el riu Jordà i la Mar Morta, el punt més baix de la superfície terrestre.
El Llevant Meridional té una llarga història i és una de les parts del món més estudiades pels arqueòlegs. Probablement fou el primer lloc colonitzat pels hominins primitius i humans moderns després de la seva sortida d'Àfrica. Per tant, té una gran riquesa arqueològica corresponent a l'edat de pedra, que es remunta a fa 1,5 milions d'anys. A més a més, s'hi troben alguns dels assentaments urbans més antics i correspon a les parts occidentals del Creixent Fèrtil.